# Union pacifiste de France
Pour les articles homonymes, voir UPF.
Notes
Le fusil brisé est le logo de l'Internationale des résistants à la guerre
L’Union pacifiste de France (UPF), section française de l'Internationale des résistants à la guerre (IRG), est une association loi de 1901 fondée en 1961 groupant les « pacifistes intégraux », indépendamment de leurs convictions politiques, philosophiques ou religieuses.
Elle lutte pour une France sans armée, contre toute forme de guerre, contre la production et le commerce des armes et pour une société démilitarisée.

## Héritage d’un siècle de pacifisme

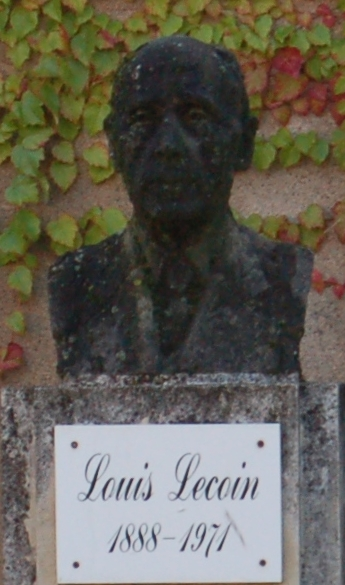
Buste de Louis Lecoin.

### Grandes figures françaises
Deux personnalités ont largement contribué à diffuser le pacifisme en France aux débuts du XXe siècle : Jean Jaurès (socialiste patriote) et Sébastien Faure (anarchiste). Tous deux ont été engloutis dans le vacarme de la Première Guerre mondiale, le premier assassiné, le deuxième obligé au silence sous la menace du ministre de l'Intérieur Louis Malvy exercée sur des militants proches de Faure.
Une troisième personne est importante dans le mouvement pacifiste du XXe siècle : Louis Lecoin, qui, menant relativement seul une lutte antimilitariste, a passé au total douze ans de sa vie en prison à cause de ses idées, réussissant finalement (1963) à obtenir l'octroi d'un statut des objecteurs de conscience.

### Les mouvements de l'entre-deux-guerres
Trois mouvements pacifistes internationaux dont l'IRG sont fondés en 1919-1921 lors des rencontres de Bilthoven aux Pays-Bas : le Mouvement international de la Réconciliation (MIR), le Service civil international (SCI), et l'IRG.

#### Le MIR
Pendant l'été 1914, une cinquantaine de pacifistes chrétiens, dont nombre d'objecteurs de conscience, se retrouvent à Constance, mais doivent se disperser du fait de la déclaration de la guerre. Deux d'entre eux[réf. nécessaire] posent les bases du Mouvement international de la Réconciliation (MIR) au moment de se séparer à la gare de Cologne. Des branches du MIR se créent en Angleterre et aux États-Unis en 1915.
Le mouvement est fondé officiellement en 1919 à Bilthoven. L'idée de détourner le service militaire voit le jour l'année suivante sous la forme d'un Service civil international (SCI). Une dernière conférence fondatrice se tient en 1921.

#### L’IRG
Certains pacifistes se distinguent par leur athéisme et fondent autour d'Helene Stöcker et Runham Brown le mouvement PACO (la paix en espéranto), devenu l'Internationale des résistants à la guerre (IRG) en 1923. Tout le monde est alors convaincu que la Première Guerre mondiale est « la Der des Ders », et l'espoir grandit avec la Société des Nations, le MIR, le SCI, l’IRG mais aussi et surtout pour certains la Ligue internationale des combattants de la paix (LICP).

#### La LICP
Cette dernière est fondée en 1931 par Victor Méric. Elle s'exprime dans un journal connu à l'époque : La Patrie humaine, et compte parmi ses membres de nombreux militants qui se retrouveront à l'UPF : Roger Monclin, Félicien Challaye, Robert Jospin… En 1933, une scission s'opère au sein de la ligue entre les anarchistes et les socialistes, ces derniers créant Le Barrage, journal dirigé par René Gérin.

### Après la Seconde Guerre mondiale
La Seconde Guerre mondiale fait éclater de nouveau tous ces mouvements pacifistes. Ils en ressortent affaiblis mais toujours déterminés à défendre la paix. Hiroshima fait naître une peur de l'arme nucléaire qui renforce la peur de la guerre. Le MIR et la LICP peuvent alors se développer et voir grossir leurs rangs.
Le Mouvement de la paix, affilié au Parti communiste, voit le jour.

#### Le CNRGO (1951-1961)
Le Comité national de résistances à la guerre et à l’oppression (CNRGO) est créé en 1951 autour du journal La Voie nouvelle (janvier 1951), qui devient dès le numéro suivant La Voie de la paix, « organe pacifiste de résistance à la guerre et à l'oppression ». La figure tutélaire en est Félicien Challaye, mais le responsable effectif est Émile Bauchet (1899-1973, déserteur en 1919, objecteur de conscience et membre actif de la section du Calvados de la LICP. Le siège du CNRGO est à Auberville (près de Houlgate), où habite d'Émile Bauchet.
Un tract du CNRGO postérieur à sa déclaration comme association loi de 1901 donne les noms d'autres membres fondateurs : Jean Biojout, Marcelle Capy, Jean Galtier-Boissière, Jean Gauchon, Jeanne Humbert, Gérard de Lacaze-Duthiers, Robert Proix, Paul Rassinier, Paul Reboux, Maurice Rostand, Lucien Roth ainsi que : Docteur Castelbon, R. Froger-Doudement, Gouttenoire de Toury, « etc. ».
Un autre participant notable est Robert Jospin, militant pacifiste de longue date, dont un article est publié dans le n° 2 du journal.

##### Rôle de Paul Rassinier
Paul Rassinier n'est pas seulement fondateur, il devient chroniqueur dans La Voie de la paix à partir de janvier 1952. D'abord chargé d'une rubrique « Sur le front de la résistance à la guerre et à l'oppression », concernant les actions et évolutions des différents groupes pacifistes, il connaît une promotion au début de 1953, en liaison avec le fait que l'impression de la revue est confiée par son intermédiaire à l'Imprimerie bressanne (Bourg-en-Bresse). Les articles de Rassinier (désormais d'ordre économique et social) sont parfois annoncés en couverture. Par ailleurs, en 1954-1955, il fait passer des annonces pour ses propres ouvrages (réédition du Mensonge d'Ulysse, Le Parlement aux mains des banques), mais aussi pour un livre d'Henri Coston (Les financiers qui mènent le monde), bien que Coston, avec lequel Rassinier a des relations d'affaires, ne soit pas spécialement un pacifiste.

#### L'UPF (depuis 1961)
L'UPF est issue du CNRGO, mais doit aussi beaucoup à Jean Gauchon, instituteur devenu avocat, au service de la défense des objecteurs de conscience. Pendant la guerre d’Algérie, un certain nombre de Français refusent de porter les armes, soit par insoumission, soit pour objection de conscience, soit parce que cette guerre coloniale leur semble dénuée de sens. Certains viennent alors grossir les rangs du CNRGO.
En 1961, cette organisation devient l'« Union pacifiste de France » et Jean Gauchon, qui a déjà défendu près d’une centaine d’objecteurs, est sollicité pour en devenir le secrétaire.

##### L’affaire Rassinier (1964)
Paul Rassinier entre au Conseil d'administration de l'UPF en 1962, à une époque où ses liens avec l'extrême droite se sont approfondis. Des tournées de conférences qu'il a faites en Allemagne en 1960 pour un public d'orientation néonazie ont été signalées dans la presse française.
En 1964, Jean Gauchon est alerté par la parution dans Rivarol d'une interview de Paul Rassinier par le chroniqueur Jean-Pierre Bermont ; en approfondissant un peu, il se rend compte que Jean-Pierre Bermont n'est autre que Paul Rassinier. Cela s'ajoute aux autres problèmes à son sujet, notamment ses ouvrages de plus en plus antisémites et négationnistes. À la fin de 1964, malgré le soutien que continue de lui accorder Émile Bauchet, Rassinier est en voie d'être exclu de l'UPF, mais il préfère démissionner auparavant. À la même époque, d'ailleurs, il est désavoué formellement par la Fédération anarchiste dont il avait été membre jusqu'en 1961.

##### Depuis 1966
En 1966, l'UPF fusionne avec la Ligue d’action pacifiste, alors section française de l’Internationale des résistants à la guerre. La déclaration de celle-ci était en parfait accord avec les convictions de l'UPF : « La guerre est un crime contre l'humanité. C'est pourquoi je suis résolu(e) à n'aider aucune espèce de guerre et à lutter pour l'abolition de toutes les causes des guerres ».
Jean Gauchon reste secrétaire de l'UPF jusqu'en 1971 ; ses successeurs ont été Thérèse Collet, puis Francisca Martinez en 1992 et Maurice Montet en 1994.
En 2014, elle regroupe 450 adhérents dont environ 50 membres actifs. Elle diffuse ses idées et ses actions dans le mensuel Union pacifiste, ainsi que sur les ondes de Radio libertaire dans l'émission Si vis pacem, modifiant l'adage latin Si vis pacem, para bellum (« Si tu veux la paix, prépare la guerre»), en « Si tu veux la paix, prépare la paix ».

## Les principes fondamentaux
L'UPF rassemble tous les pacifistes intégraux, à savoir ceux qui luttent contre toute forme de guerre (militaire, économique, civile, révolutionnaire…), contre toute préparation à la guerre (l'armée et la production et la vente d'armes) et pour la démilitarisation de la société (accords armée-écoles, Journée défense et citoyenneté, Journée d’appel de préparation à la défense, plan Vigipirate, etc.). Le pacifisme intégral est la clef de voûte de l'UPF, il peut se résumer par sa déclaration de principe :
« [Les adhérents de l'UPF], pacifistes intégraux, condamnent tout armement collectif, toute organisation militaire, toutes alliances groupant des pays pour une guerre possible. [...] L'UPF, constatant que le surarmement n'évite pas la guerre mais au contraire en accroît les risques, affirme que le désarmement total est le seul moyen de rendre la guerre impossible ».
Les membres de l'UPF, tout en étant proches des autres mouvements pacifistes (MIR, Mouvement de la Paix, etc.) par la communauté des objectifs, se distinguent d’abord par leur refus d'être affiliés à une religion (les croyants sont toutefois présents) ni à aucun parti ou syndicat (se sentant tout de même plus proches de la pensée libertaire que d'autres). Ils se distinguent surtout par la radicalité de leur position : le désarmement unilatéral.
Dans sa brochure Le pacifisme intégral, Jean Gauchon a écrit : « L'Union Pacifiste de France est une association groupant les pacifistes intégraux, quelles que soient leurs convictions politiques, philosophiques ou religieuses. »

## Les actions

### La reconnaissance de l'objection de conscience

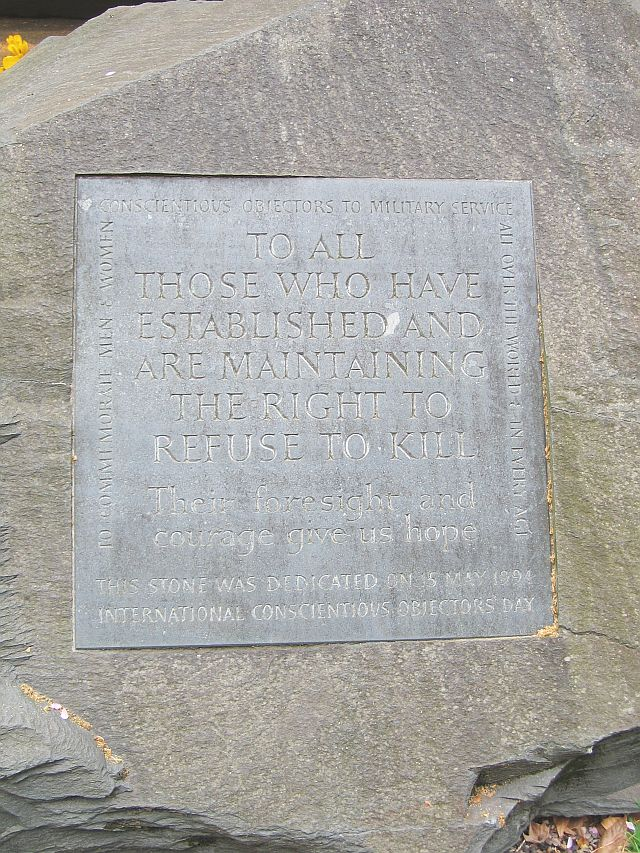
Plaque dédiée aux objecteurs de conscience à Londres.

Née en pleine guerre d'Algérie, la priorité de l'UPF est alors de faire reconnaître le statut d'objection de conscience.
Dès 1947, a été créé un comité dans lequel Jean Gauchon, auteur d'une thèse (achevée en 1951) sur ce sujet, est conseiller technique. Plusieurs propositions de loi sont déposées, la première le 1er décembre 1949, une deuxième en 1952, enfin en 1963.

#### Grève de la faim de Louis Lecoin (juin 1962)
Le 1er juin 1962, constatant que la campagne pour l'objection de conscience n'obtient pas de résultats, Louis Lecoin, membre de l'UPF, âgé de 74 ans, décide de son propre chef, d'entamer une grève de la faim. Soutenu par l'UPF, médiatisé peu à peu, notamment par Henri Jeanson dans Le Canard enchaîné, Louis Lecoin, hospitalisé, reçoit le 21e jour une lettre du Premier ministre, Georges Pompidou, promettant la libération de vingt-huit objecteurs de conscience et l'inscription du projet de loi en fin de la session parlementaire en cours. Lecoin remercie mais refuse de mettre fin à sa grève sur de simples promesses. Perrier-Daville, Pierre Martin et Robert Buron, envoient un communiqué en exigeant qu'il soit publié et officiel[réf. nécessaire]. Cela étant fait le 23 juin, Louis Lecoin accepte de s'alimenter.

#### Application de la loi de 1963
Il faut cependant attendre le 21 décembre 1963 pour que la loi soit votée à l'Assemblée nationale : 204 pour, 32 abstentions et 197 contre. C'est la définition de la thèse de Jean Gauchon qui figure dans le texte de la loi. Plusieurs amendements sont votés, notamment l'interdiction de faire connaître cette loi sous peine de sanctions, qui ne sera cependant jamais appliqué. Dès lors les objecteurs de conscience peuvent faire un service civil de 36 mois, réduits plus tard à 24 mois. L'objection de conscience garde une place importante dans les activités de l'association puisqu'il faut désormais la faire connaître des jeunes appelés, les accueillir et les accompagner dans leurs démarches, jusqu'à la suspension du service militaire en 2001.

#### Action de l’UPF à l'échelle internationale
L'étape suivante se déroule au niveau européen. En 2000, le droit à l'objection de conscience est inclus dans la Charte de l'Union européenne et devient un des critères obligatoire pour l'entrée de nouveaux pays. C'est surtout le Bureau européen de l'objection de conscience (BEOC) qui s'occupe de la défense des objecteurs européens, mais il est largement appuyé par l'UPF étant donné que le secrétaire de l'UPF est cofondateur du BEOC.
Par ailleurs, l'UPF lutte encore pour la défense des objecteurs de conscience : de nombreux objecteurs grecs et turcs, entre autres, ont pu être libérés grâce au soutien de l'UPF et d'autres organisations pacifistes dans le monde). Outre les objecteurs de conscience, elle soutient aussi tous les déserteurs, insoumis et réfractaires.
L'objection de conscience aura été le plus important chantier de l’association. Elle est aussi sa fierté puisqu'elle a permis aux pacifistes de se faire entendre pour la première fois en France.

### Le désarmement unilatéral
Le désarmement unilatéral de la France est donc le chantier actuellement le plus important. Quelques États (Andorre, Monaco, Luxembourg, Liechtenstein, Costa Rica, etc.) l'ont d'ailleurs déjà effectué.

#### Fondements
Ce projet se fonde sur l'idée qu'un désarmement général et simultané supposant l'accord de tous les pays à la fois, est trop utopique ; l'UPF soutient qu’avant de l'exiger d'un autre pays, il faut l'exiger du nôtre. « Le salut d’un peuple ne peut résider désormais que dans le désarmement absolu de son pays. Il ne pourra ainsi susciter aucune crainte chez les autres peuples. Ceux-ci n’auront pas le moindre prétexte de lui faire la guerre. Ils ne pourront plus notamment invoquer le suprême argument employé pour mobiliser les masses trop crédules : la légitime défense. ».
La philosophie de l'UPF cherche à détruire la dualité vainqueurs/vaincus et l’idée même de camps. En utilisant la guerre, il ne peut y avoir de vainqueurs, nous sommes tous perdants. Lutter contre LA guerre c’est avant tout lutter contre les guerres qui existent.
Ce chantier peut se diviser en trois axes :
- soutenir les pacifistes victimes des guerres actuelles,
- demander la suppression de l’armée française, dénoncer la production et de la vente d’armes et exiger leur interdiction
- dénoncer enfin la société militarisée.

#### Le soutien aux pacifistes victimes de guerres
L’UPF a, à plusieurs reprises, défendu les pacifistes du monde en butte à une guerre dans leur pays.
Lors de la guerre du Viêt Nam, un temple bouddhiste fit appel à eux en 1966. Tentant de lutter à la fois contre ce qui est pour eux une dictature rouge au Nord et une dictature fascisante au Sud, ils reçurent le soutien immédiat de l'UPF. Des articles furent rédigés essayant de faire connaître cette « troisième force » pacifiste du Viêt-Nam. Une vietnamienne fut hébergée et un déserteur américain recueilli.
Plus récemment, l’association a soutenu Red Juvenil, section colombienne de l’IRG, menacée par des groupes paramilitaires.
Par ailleurs, constatant que de nos jours la guerre prend de nouvelles formes, notamment économiques, accablant principalement l’Afrique, l’UPF a lancé une campagne d’information sur les luttes pacifistes des Africains. Elle a soutenu entre autres les pacifistes érythréens et à la suite de l’appel de Mpalabanda, association de défense des droits de l’homme dans l’enclave angolaise du Cabinda, elle a entamé un long chantier d’information et de défense de cette association. Il ne s’agit pas ici d’affrontements guerriers directs mais d’un groupe pétrolier, Chevron Texaco, qui a créé sa propre ville, munie d'une clôture barbelée, protégée par une ceinture de mines antipersonnel, les habitants autochtones en étant exclus. La population est exposée à la violence des Forces armées angolaises (FAA) – force armée du MPLA (parti au pouvoir) - et du Front pour la libération de l’enclave du Cabinda (FLEC). On y compte le record d’un soldat pour sept habitants.
Conscients que la France est en guerre dans différentes contrées du monde et qu’il est crucial de défendre les pacifistes du monde entier, l’UPF est convaincue que pour arrêter toutes ces guerres, il n’y a qu’une seule solution : le désarmement.

#### Vers le désarmement de la France
Employant des moyens pacifistes, la première action a été de proposer un texte de loi sur le désarmement unilatéral. Il a été présenté en 1993 au Sénat et contient 6 articles :

« Article premier : Toute fabrication et toute exportation d’armements sont interdites sur l’étendue du territoire national. De telles productions sont interdites de transit en France.
Article 2 : Les usines, les arsenaux et les établissements divers travaillant pour les armées, et éventuellement pour la guerre, sont reconverties en vue d’intérêts civils.
Article 3 : La France autorise tout contrôle international permettant de constater la mise en application de la présente loi.
Art. 4 : La France procède à la destruction ou à la transformation progressive de tous ses armements et engins de guerre, ainsi qu’à la dissolution par étapes de toutes les armées, de terre, de mer, de l’air.
Art.5 : Le gouvernement français est chargé de l’application de la présente loi : il présente tous les quatre ans au Parlement une loi de programmation engageant le processus de désarmement et de reconversion, jusqu’à son aboutissement, tel que défini à l’article précédent.
Art.6 : Le gouvernement français est chargé d’entamer le processus de fédération avec tous les autres gouvernements qui adopteraient une loi similaire. »

Il a été signé par 24 personnalités : Michel Ragon, Jean-Jacques de Felice, Théodore Monod, Serge Utge-Royo, Jean Cabut, Francesca Solleville, Philippe Val, Albert Jacquard, Claude Vinci, Marcel Amont, René Dumont, Denis Langlois, Louis Lippens, Michel Auvray, Jean Ziegler, Mireille Jospin, Claude Confortès, Pierre-Valentin Berthier, Bernard Baissat, Dorothée Piermont, Solange Fernex, Rolland Hénault, Andrée Michel, François Cavanna. Le projet sera vite oublié au milieu d’une pile d’autres propositions de loi.
Le désarmement unilatéral implique aussi l’arrêt de production et de vente d’armes. Tous les deux ans, se tient un salon de l’armement, Eurosatory, au parc des expositions de Paris-Nord, Villepinte. L’UPF s’invite au banquet des marchands d’armes, devant le Louvre, pour demander sa fermeture et proposer la reconversion des usines d’armement. Luttant contre toutes les armes, l’association prend également une part active au désarmement nucléaire, en adhérent au Réseau Sortir du nucléaire. Enfin, exigeant la suppression de toutes les armées, elle condamne l’OTAN en adhérant au collectif Anti-OTAN.

#### La dénonciation de la société militarisée
Le troisième axe consiste à dénoncer la société militarisée.
Tout d’abord, en demandant de purger l’école des manuels scolaires bellicistes et en dénonçant les actions de relations publiques de l’armée dans les écoles et universités, ainsi que les journées d’appel de préparation à la défense (JAPD). L’UPF a fait quelques interventions dans les écoles afin de promouvoir le pacifisme.
Elle dénonce également les ordonnances de 1959, instituées par le général De Gaulle qui permettent la réquisition des biens et des civils en cas de menace extérieure ou intérieure, même en cas de paix, ainsi que des contrats d’affectation dans les usines de défense. Chaque année, elle milite contre les jouets guerriers qui apprennent à tuer.
Enfin, elle prend parti contre le fichage de la population par les gendarmes et les policiers.